# Лайно-Лейкс
Лайно-Лейкс (англ. Lino Lakes) — город в округе Анока, штат Миннесота, США, северный пригород Миннеаполиса.

## Географическое положение

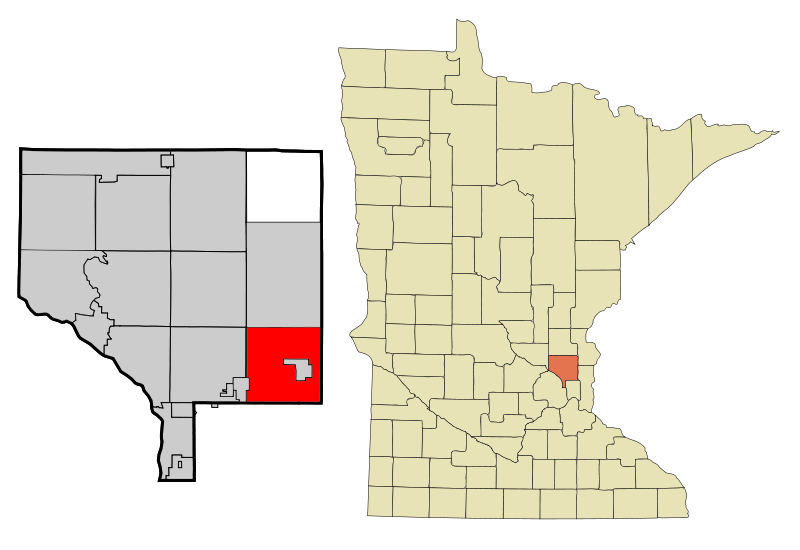
Лайно-Лейкс на карте округа и штата

Площадь города — 86 км² (73,1 км² — суша, 12,9 км² — вода). Лайно-Лейкс полностью окружает город Сентервилл.

## История
В XIX веке был создан тауншип Сентервилл, охватывающий территорию современного города. С 1894 по 1904 год на территории было открыто почтовое отделение Лайно. Деревня Лайно-Лейкс, в границах бывшего тауншипа за исключением поселка Сентервилл, была инкорпорирована 11 мая 1955 года. В 1972 году Лайно-Лейкс получил статус города.

## Население
| Год переписи | Нас.  |  | %±    |
| ------------ | ----- |  | ----- |
| 1960         | 2329  |  | —     |
| 1970         | 3692  |  | 58,5% |
| 1980         | 4966  |  | 34,5% |
| 1990         | 7807  |  | 57,2% |
| 2000         | 11791 |  | 51%   |
| 2010         | 20216 |  | 71,5% |
| 2016         | 21018 |  | 4%    |

По данным переписи 2010 года население Лайно-Лейкс составляло 20 216 человек (из них 52,8 % мужчин и 47,2 % женщин), в городе было 6174 домашних хозяйства и 5183 семьи. Расовый состав: белые — 90,9 %, афроамериканцы — 2,7 %, азиаты — 3,7 %.
Население города по возрастному диапазону по данным переписи 2010 года распределилось следующим образом: 28,8 % — жители младше 18 лет, 3,6 % — между 18 и 21 годами, 62,8 % — от 21 до 65 лет и 4,8 % — в возрасте 65 лет и старше. Средний возраст населения — 37,2 лет. На каждые 100 женщин в Лайно-Лейксе приходилось 116,5 мужчин, при этом на 100 совершеннолетних женщин приходилось уже 121,9 мужчин сопоставимого возраста.
Из 6174 домашних хозяйств 83,9 % представляли собой семьи: 73,2 % совместно проживающих супружеских пар (39,3 % с детьми младше 18 лет); 7,2 % — женщины, проживающие без мужей и 3,5 % — мужчины, проживающие без жён. 16,1 % не имели семьи. В среднем домашнее хозяйство ведут 3,05 человека, а средний размер семьи — 3,33 человека. В одиночестве проживали 12,0 % населения, 2,4 % составляли одинокие пожилые люди (старше 65 лет).

## Экономика
В 2016 году из 16 051 человека старше 16 лет имели работу 11 188. При этом мужчины имели медианный доход в 78 464 доллара США в год против 54 052 долларов среднегодового дохода у женщин. В 2014 году медианный доход на семью оценивался в 115 224 $, на домашнее хозяйство — в 105 934 $. Доход на душу населения — 39 345 $ в год.